# Willy Köstinger
Willy Köstinger   (Innsbruck, 14 de desembre de 1940 - 7 de gener de 2014) va ser un esquiador nòrdic austríac.

## Carrera esportiva
Especialista en combinada nòrdica, l'any 1964 participà en els Jocs Olímpics d'hivern disputats en la seva ciutat natal, finalitzant en desena posició. En els Jocs Olímpics d'Hivern de 1976 realitzats a Innsbruck fou l'encarregat de realitzar el Jurament Olímpic per part dels jutges.
La seva millor posició en el Campionat del Món d'esquí nòrdic fou la sisena posició aconseguida el 1962 en combinada nòrdica.
Era fill de Hubert Wilhelm Köstinger, qui també va disputar la prova de combinada nòrdica als Jocs Olímpics d'Hivern de 1936.